# Dorfkirche Boitin

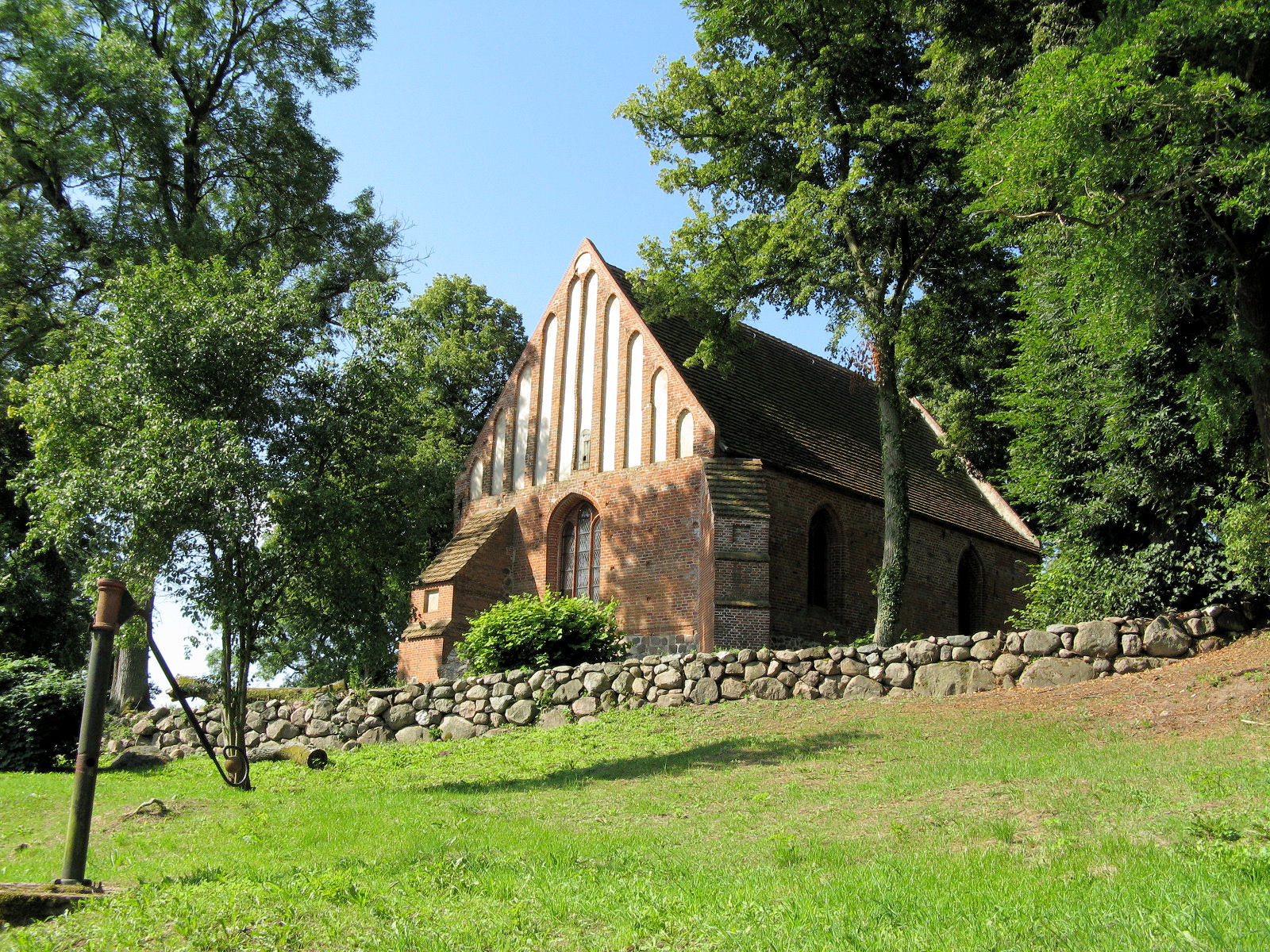
Dorfkirche Boitin

Die evangelische Dorfkirche Boitin ist eine gotische Backsteinkirche im Ortsteil Boitin von Tarnow (Mecklenburg) im Landkreis Rostock in Mecklenburg-Vorpommern. Sie gehört zur Kirchengemeinde Bützow in der Propstei Rostock im Kirchenkreis Rostock der Evangelisch-Lutherischen Kirche in Norddeutschland (Nordkirche).

## Geschichte und Architektur

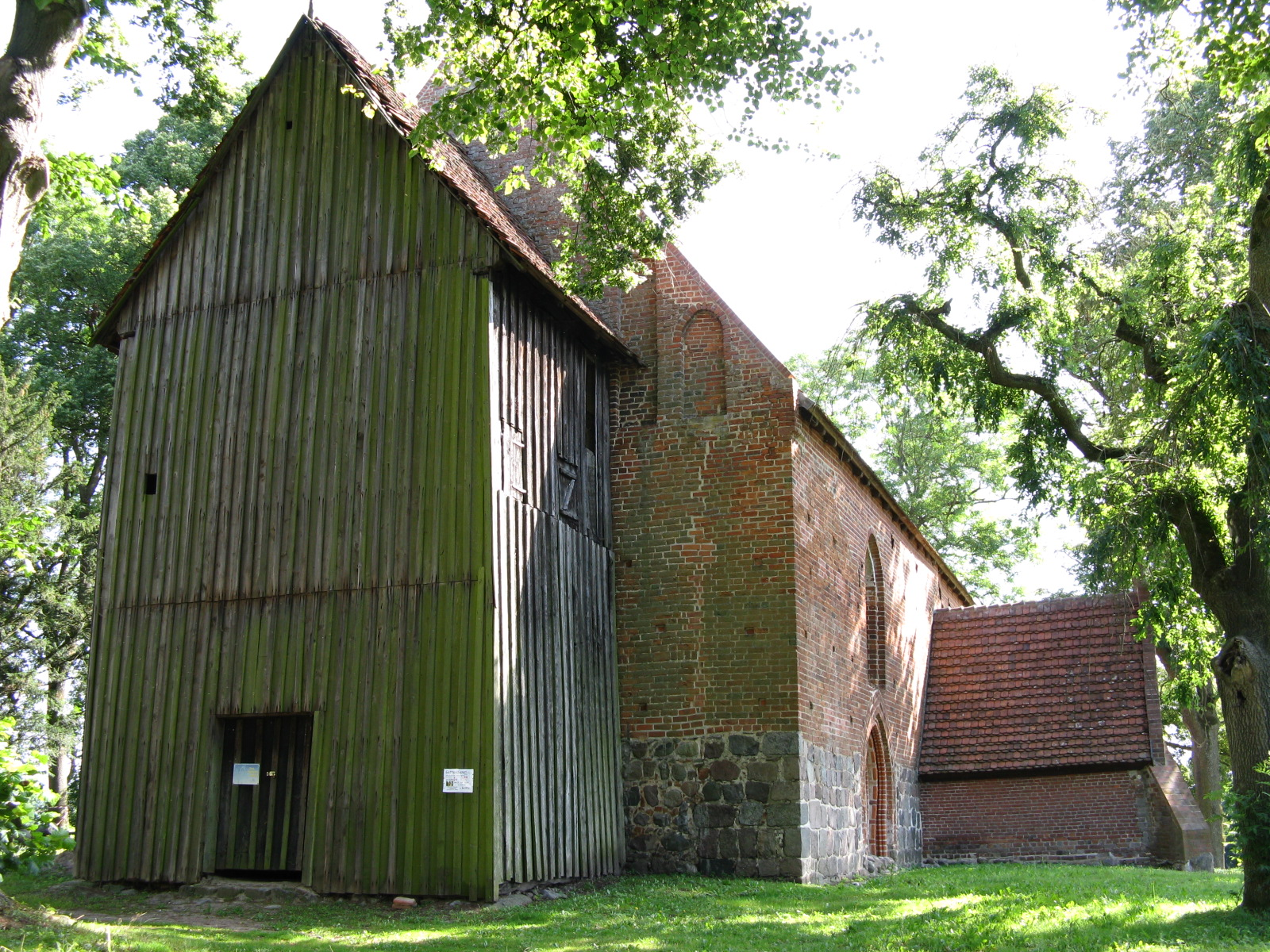
Ansicht von Westen

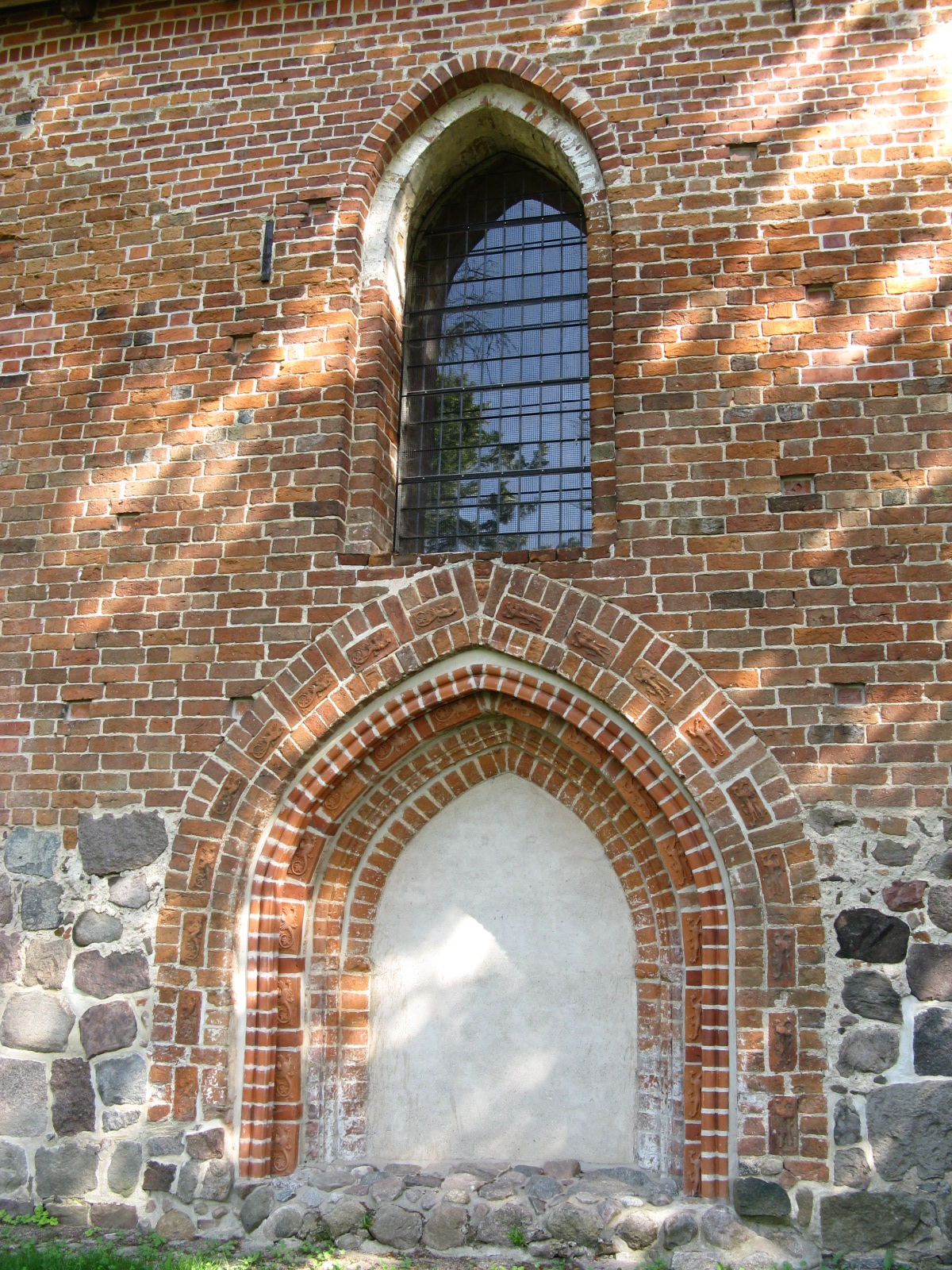
Vermauertes Portal auf der Südseite

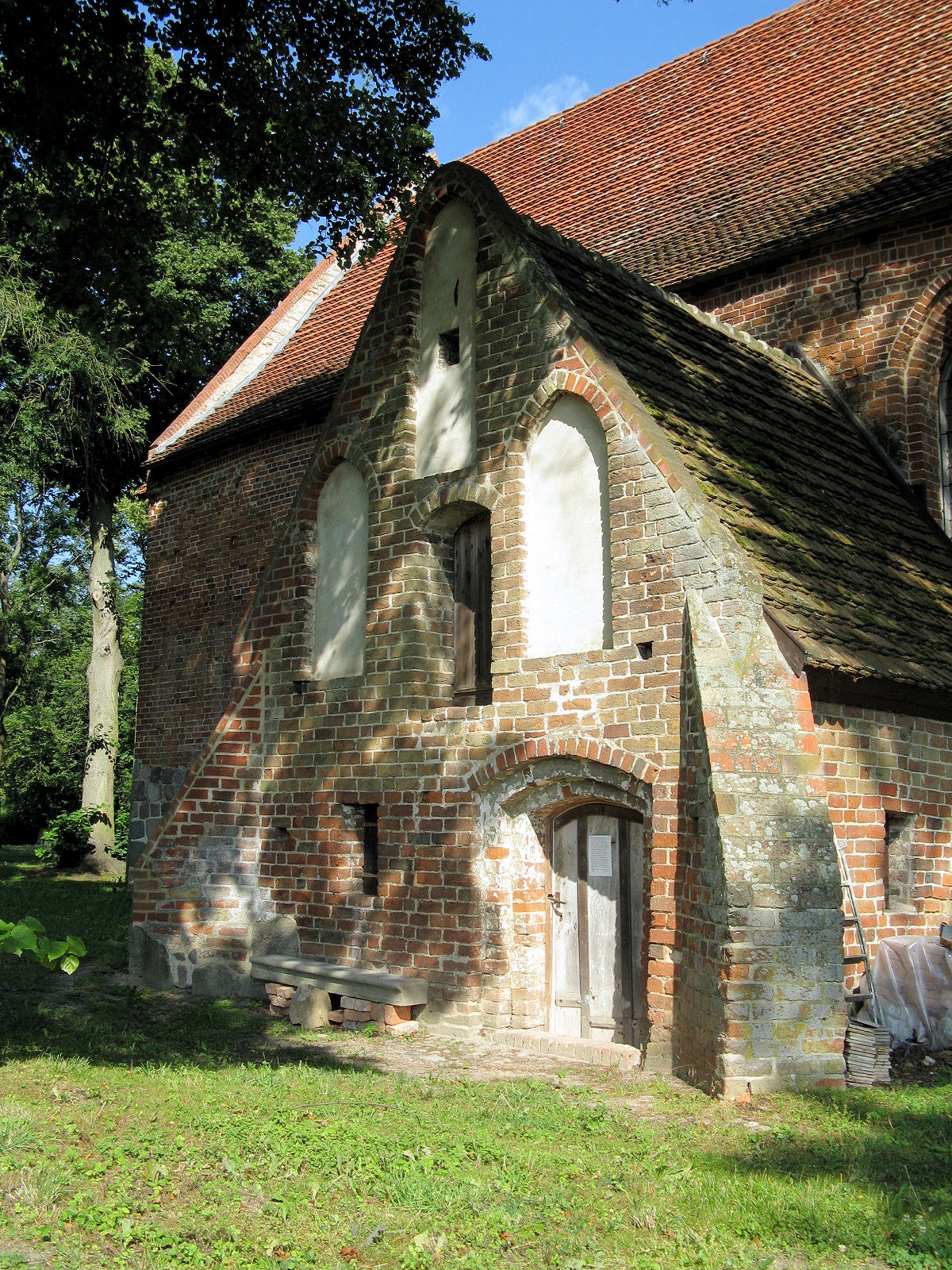
Sakristei auf der Südseite

Die Dorfkirche Boitin ist eine schlichte Saalkirche aus dem 14. Jahrhundert aus Backstein auf einem Feldsteinsockel mit zwei Jochen auf rechteckigem Grundriss. Die tief ansetzenden Kreuzrippengewölbe sitzen auf abgetreppten rechteckigen Vorlagen. Das Bauwerk wird durch ein kräftig profiliertes Gewändeportal im Westen erschlossen. Auf der Südseite ist ein weiteres, vermauertes Portal angeordnet, das mit Formziegeln verziert ist, die Reliefs von Drachen und Löwen zeigen. Diese Formziegel ähneln denen der Kirche in Steffenshagen, sind aber feingliedriger ausgeführt. An der Ostwand sind gleichartige Formziegel über dem Feldsteinsockel zu finden. Der Ostgiebel ist mit schlanken Spitzbogenblenden verziert. Der Westturm ist in Holzbauweise errichtet und wurde dendrochronologisch auf 1494 datiert. Auf der Südseite findet sich eine angebaute Sakristei. Überdimensionale Strebepfeiler stützen die Ostseite der Kirche ab.
Nach Einsturz des westlichen Gewölbejochs am 18. Oktober 1998 wurde die Kirche mit Hilfe der Stiftung Dorfkirchen in Not e.V. im Jahr 2003 gesichert. Bis 2008 konnte das Gewölbe in der ursprünglichen Form und mit der Raumfassung von 1893 wiederhergestellt werden.

## Ausstattung
Das Altarbild aus dem Jahr 1860 von Gaston Lenthe stellt Christus in Gethsemane dar. Die reizvolle holzgeschnitzte Kanzel ist auf das Jahr 1621 datiert.
Im Schiff ist ein stark erneuerter, umlaufender Wandgemäldefries in Höhe der Fensterbänke vom Ende des 14. Jahrhunderts zu finden. Er stellt die Passion, die Auferstehung und die Himmelfahrt Christi sowie die Marienkrönung und das Jüngste Gericht mit Heiligen und Aposteln dar.
Die Orgel mit vier Registern auf einem Manual mit angehängtem Pedal wurde 1978 von Gerhard Bohnenberger erbaut.

## Gedruckte Quellen
- Mecklenburgisches Urkundenbuch (MUB)
- Mecklenburgische Jahrbücher (MJB)